# Arapicos
Arapicos ist eine Ortschaft und eine Parroquia rural („ländliches Kirchspiel“) im Kanton Palora der ecuadorianischen Provinz Morona Santiago. Die Parroquia besitzt eine Fläche von 216,25 km². Beim Zensus 2010 wurden 482 Einwohner gezählt. Für das Jahr 2015 wurde eine Einwohnerzahl von 525 errechnet.

## Lage
Die Parroquia Arapicos liegt in der vorandinen Zone am Westrand des Amazonasbeckens. Es besitzt eine Längsausdehnung in Ost-West-Richtung von 33 km sowie eine mittlere Breite von etwa 6 km und liegt in Höhen zwischen 760 m und 2120 m. Das Gebiet reicht im Westen bis zu dem Höhenzug Cordillera Tiririco, ein östlicher Ausläufer der Cordillera Real. Der Río Palora fließt entlang der südlichen Verwaltungsgrenze nach Osten und mündet 5 km östlich der Parroquia Arapicos in den Río Pastaza. Der 940 m hoch gelegene Hauptort Arapicos befindet sich 17,5 km südlich des Kantonshauptortes Palora am linken Flussufer des Río Palora.
Die Parroquia Arapicos grenzt im Norden an die Parroquia Sangay, im Nordosten an die Parroquia 16 de Agosto, im Südosten an die Parroquia Huamboya (Kanton Huamboya) sowie im Süden und im Westen an den Kanton Pablo Sexto.

## Bevölkerung
Das Gebiet wird hauptsächlich von der indigenen Volksgruppe der Shuar bewohnt. Diese lebt größtenteils in den Comunidades Aapikius und Yutsu. Im Hauptort Arapicos wohnen Angehörige der Macabea-Kultur. Ferner gibt es eine kleinere Gruppe von Afroecuadorianern, die in der Comunidad Colonia Azuay lebt.

## Geschichte
Die Parroquia Arapicos wurde am 5. Januar 1921 gegründet (Registro Oficial N° 96). 1972 wurde die Parroquia Teil des neu geschaffenen Kantons Palora.